# Joan Jade and the Gates of Xibalba
Joan Jade and the Gates of Xibalba est un jeu vidéo d'objets cachés développé et édité par Alawar Entertainment, sorti en 2010 sur Windows, Nintendo DS et iOS.

## Accueil
- Gamezebo : 3/5[1]
- Jeuxvideo.com : 10/20[2]